# Julio César González
Julio César González Trinidad (Carapeguá, Paraguarí, Paraguay; 28 de junio de 1992) es un futbolista paraguayo. Juega de defensor y su equipo actual es el CS Ameliano de la Primera División de Paraguay.

## Trayectoria
Sportivo Carapeguá fue el primer club de Julio González. Su debut fue el 1 de septiembre de 2013, siendo titular en el empate 2-2 frente a Guaraní por la Primera División de Paraguay. Jugó frente a equipos como Cerro Porteño y Rubio Ñu durante la temporada 2013, que concluyó con el descenso de Sportivo Carapeguá. González fue posteriormente contratado por General Díaz, uno de los equipos más importantes de Paraguay, en la mitad del Torneo Clausura 2014. Permaneció cuatro años, jugando 109 partidos y convirtiendo dos goles, siendo su primer gol frente a Sol de América.
El 18 de julio de 2018 fue traspasado a Defensa y Justicia, club de la Superliga Argentina. Su primer partido llegó frente a Rosario Central dos meses después.
El 18 de enero de 2020 fue anunciada su llegada al Club Necaxa de la Liga MX, procedente de Defensa y Justicia, club el cual tenía el 25% de su ficha.
En enero de 2022, regresó a Paraguay cedido al Club Guaraní.
Para la temporada 2023, dejó Necaxa y fichó en el CS Ameliano.

## Estadísticas
Actualizado al último partido disputado el 26 de enero de 2023
| Club                         | Div.          | Temporada     | Liga  | Liga  | Copas nacionales | Copas nacionales | Copas internacionales | Copas internacionales | Total | Total |
| Club                         | Div.          | Temporada     | Part. | Goles | Part.            | Goles            | Part.                 | Goles                 | Part. | Goles |
| ---------------------------- | ------------- | ------------- | ----- | ----- | ---------------- | ---------------- | --------------------- | --------------------- | ----- | ----- |
| Sportivo Carapeguá Paraguay  | 1.ª           | 2013          | 3     | 0     | —                | —                | —                     | —                     | 3     | 0     |
| Sportivo Carapeguá Paraguay  | Total club    | Total club    | 3     | 0     | 0                | 0                | 0                     | 0                     | 3     | 0     |
| General Díaz Paraguay        | 1.ª           | 2014          | 2     | 0     | —                | —                | —                     | —                     | 2     | 0     |
| General Díaz Paraguay        | 1.ª           | 2015          | 26    | 0     | —                | —                | —                     | —                     | 26    | 0     |
| General Díaz Paraguay        | 1.ª           | 2016          | 17    | 0     | —                | —                | —                     | —                     | 17    | 0     |
| General Díaz Paraguay        | 1.ª           | 2017          | 40    | 1     | —                | —                | —                     | —                     | 40    | 1     |
| General Díaz Paraguay        | 1.ª           | 2018          | 22    | 1     | —                | —                | 2                     | 0                     | 24    | 1     |
| General Díaz Paraguay        | Total club    | Total club    | 107   | 2     | 0                | 0                | 2                     | 0                     | 109   | 2     |
| Defensa y Justicia Argentina | 1.ª           | 2018-19       | 12    | 0     | 1                | 0                | 1                     | 0                     | 14    | 0     |
| Defensa y Justicia Argentina | 1.ª           | 2019-20       | 15    | 0     | 3                | 0                | —                     | —                     | 18    | 0     |
| Defensa y Justicia Argentina | Total club    | Total club    | 27    | 0     | 4                | 0                | 1                     | 0                     | 32    | 0     |
| Necaxa · México              | 1.ª           | 2019-20       | 6     | 0     | 0                | 0                | —                     | —                     | 6     | 0     |
| Necaxa · México              | 1.ª           | 2020-21       | 32    | 0     | 0                | 0                | —                     | —                     | 32    | 0     |
| Necaxa · México              | 1.ª           | 2021-22       | 16    | 0     | 0                | 0                | —                     | —                     | 16    | 0     |
| Necaxa · México              | Total club    | Total club    | 54    | 0     | 0                | 0                | 0                     | 0                     | 54    | 0     |
| Guaraní Paraguay             | 1.ª           | 2022          | 32    | 1     | 0                | 0                | 2                     | 0                     | 34    | 1     |
| Guaraní Paraguay             | Total club    | Total club    | 32    | 1     | 0                | 0                | 2                     | 0                     | 34    | 1     |
| Ameliano Paraguay            | 1.ª           | 2023          | 0     | 0     | 1                | 0                | —                     | —                     | 1     | 0     |
| Ameliano Paraguay            | Total club    | Total club    | 0     | 0     | 1                | 0                | 0                     | 0                     | 1     | 0     |
| Total carrera                | Total carrera | Total carrera | 223   | 3     | 5                | 0                | 5                     | 0                     | 233   | 3     |